# Aad Bak
Adrianus Johannes „Aad“ Bak (* 18. Juni 1926 in Rotterdam; † 16. Januar 2009 in Schiedam) war ein niederländischer Fußballspieler.
Bak begann seine Karriere bei Excelsior Rotterdam. Nach Ende des Zweiten Weltkriegs ging Bak für einige Jahre nach Indonesien. Nach seiner Rückkehr in die Niederlande schloss er sich zunächst dem FC Rotterdam an. Von 1955 bis 1962 stand er dann im Kader von Feijenoord in der niederländischen Eredivisie. Mit Feijenoord wurde der Mittelfeldspieler 1961 und 1962 zweimal in Folge niederländischer Landesmeister. Insgesamt lief Bak für den Verein 156 Mal auf, davon 133 Mal in Ligaspielen, und erzielte dabei 11 Tore.
Außerdem bestritt er am 6. Juni 1956 ein Länderspiel für die niederländische Fußballnationalmannschaft in Amsterdam gegen das Saarland. Der damalige Bondscoach der niederländischen Mannschaft, Max Merkel, nominierte ihn für die Partie nach einer hervorragenden Leistung im Spiel der niederländischen B-Nationalmannschaft gegen Deutschland. Dies blieb Baks einziges Länderspiel. Seine Position im linken Mittelfeld übernahm Jan Klaassens.
Bak beendete seine sportliche Laufbahn im Alter von 36 Jahren. Danach arbeitete er bis zu seiner Pensionierung als Hauptkassierer bei der Amro Bank.